# Georg Wetzell

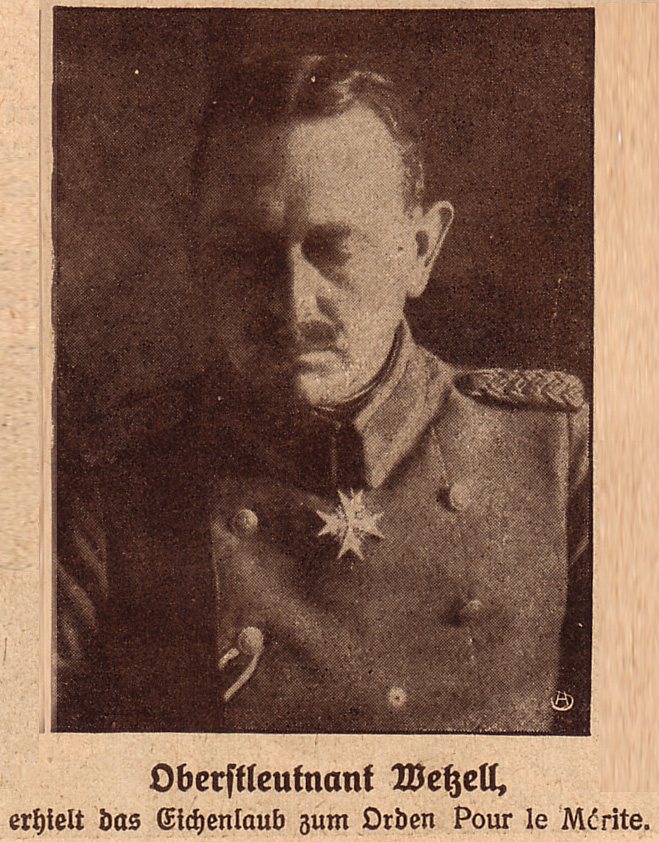
Oberstleutnant Georg Wetzell

Georg Wetzell (* 5. März 1869 in Nieder-Erlenbach; † 3. Januar 1947 in Augsburg) war ein deutscher General der Infanterie und von 1926 bis 1927 Chef des Truppenamtes der Reichswehr.

## Leben
Wetzell trat am 1. Oktober 1889 als Fahnenjunker in das Pionier-Bataillon Nr. 16 der Preußischen Armee in Metz ein und avancierte bis Ende August 1891 zum Sekondeleutnant. Als solcher wurde er am 1. Oktober 1893 in das ebenfalls in Metz stationierte Pionier-Bataillon Nr. 20 versetzt und besuchte zur weiteren Ausbildung die Vereinigte Artillerie- und Ingenieurschule. 1898 kam er zum Infanterie-Regiment Nr. 144, in dem er zum Premierleutnant befördert wurde. Von 1901 bis 1903 besuchte Wetzell die Kriegsakademie und wurde anschließend in den Großen Generalstab kommandiert.
Als Major (seit 1. Oktober 1912) wurde er am 22. März 1913 als Erster Generalstabsoffizier in den Generalstab des III. Armee-Korps versetzt. Dort verblieb er über den Ausbruch des Ersten Weltkriegs hinaus und fungierte ab 9. März 1915 als Chef des Generalstabs. Im August 1916 wurde er zur Obersten Heeresleitung als Leiter der Operationsabteilung beim Chef des Generalstabes des Feldheeres versetzt. Für seine Leistungen in dieser Funktion beim Feldzug gegen Italien wurde ihm am 1. November 1917 das Eichenlaub zum Pour le Mérite (letzteren trug er seit dem 11. Dezember 1916) verliehen. Zum Generalstabschef der 5. Armee wurde er Ende September 1918 ernannt. Nach Kriegsende diente Wetzell zeitweilig als Chef des Generalstabs des XVIII. Armee-Korps und wurde in die Reichswehr übernommen.
1921 wurde er im Range eines Obersten (seit 1920) zum Inspekteur der Nachrichtentruppe (In 7) im Reichswehrministerium ernannt und am 1. Dezember 1923 zum Generalmajor befördert. Am 1. Februar 1926 wurde er zum Chef des Truppenamtes ernannt und am 1. Februar 1927 zum Generalleutnant befördert. Im April 1927 wurde er von seinem Posten abgelöst und in den Stab des Gruppenkommandos I in Berlin versetzt. Am 31. Oktober 1927 wurde er unter Verleihung des Charakters als General der Infanterie in den Ruhestand verabschiedet. Nach seiner Verabschiedung gründete er die Militärzeitschrift Deutsche Wehr.
Ab 1930 war Wetzell für vier Jahre als militärischer Generalberater bei der chinesischen Regierung in Nanking tätig (vgl. Chinesisch-Deutsche Kooperation (1911–1941)). Anschließend arbeitete er vom 1. Oktober 1934 bis zur Einstellung des Blattes im Dezember 1942 als Chefredakteur des Militär-Wochenblattes. Außerdem betätigte er sich als Verfasser und Herausgeber mehrerer militärpolitischer Schriften.

## Auszeichnungen
- Roter Adlerorden IV. Klasse[1]
- Kronenorden IV. Klasse[1]
- Eisernes Kreuz (1914) II. und I. Klasse[1]
- Ritterkreuz des Königlichen Hausordens von Hohenzollern mit Schwertern[1]
- Bayerischer Militärverdienstorden III. Klasse mit Schwertern[1]
- Offizier des Albrechts-Ordens mit Schwertern[1]
- Ehrenkreuz des Ordens der Württembergischen Krone mit Schwertern[1]
- Ritterkreuz I. Klasse des Ordens vom Zähringer Löwen mit Schwertern[1]
- Hessische Tapferkeitsmedaille[1]
- Hanseatenkreuz Hamburg[1]
- Mecklenburgisches Militärverdienstkreuz I. Klasse[1]
- Friedrich-August-Kreuz I. Klasse[1]
- Komtur II. Klasse des Herzoglich Sachsen-Ernestinischen Hausordens mit Schwertern[1]
- Ritter des ö.k. Leopold-Ordens mit der Kriegsdekoration[1]
- Orden der Eisernen Krone III. Klasse mit der Kriegsdekoration[1]
- Österreichisches Militärverdienstkreuz III. Klasse mit der Kriegsdekoration[1]
- Silberne Imtiaz-Medaille mit Säbeln[1]
- Mecidiye-Orden III. Klasse mit Säbeln[1]
- Silberne Liakat-Medaille mit Säbeln[1]
- Eiserner Halbmond[1]
- Kommandeur des St. Alexander-Ordens[1]

## Schriften (Auswahl)
- Die deutsche Wehrmacht. Mittler & Sohn, Berlin 1939.
- Der Bündniskrieg. Mittler & Sohn, Berlin 1937.
- Von Falkenhayn zu Hindenburg-Ludendorff. Mittler & Sohn, Berlin 1921.